# Quartinia perone
Quartinia perone är en stekelart som beskrevs av Richards 1962. Quartinia perone ingår i släktet Quartinia och familjen Masaridae. Inga underarter finns listade i Catalogue of Life.